# Petr Sýkora (Eishockeyspieler, 1978)
Petr Sýkora ([ˈpɛtr̩ ˈsiːkora], * 21. Dezember 1978 in Pardubice, Tschechoslowakei) ist ein ehemaliger tschechischer Eishockeyspieler, der einen Großteil seiner Karriere beim HC Pardubice aus der tschechische Extraliga verbracht hat und mit dem Klub zweimal tschechischer Meister wurde. Sein älterer Bruder Michal war ebenfalls professioneller Eishockeyspieler.

## Karriere
Petr Sýkora begann seine Karriere im Nachwuchs des HC Pardubice, für den er zwischen 1994 und 1997 in der Junioren-Extraliga spielte. In der Saison 1996/97 debütierte er dann in der tschechischen Extraliga für die Herrenmannschaft des HC Pardubice und gehörte ab diesem Zeitpunkt fest dem Extraliga-Kader an. Während des NHL Entry Draft 1997 wurde er von den Detroit Red Wings in der dritten Runde an insgesamt 76. Stelle ausgewählt. Im selben Jahr wurde er beim CHL Import Draft in der ersten Runde von den Spokane Chiefs als insgesamt achter Spieler gezogen.
Ein Jahr später entschloss er sich zu einem Wechsel nach Nordamerika, da die Red Wings die NHL-Rechte an ihm jedoch gegen Doug Brown mit den Nashville Predators getauscht hatten, absolvierte er sein erstes NHL-Spiel für die Predators. Nach zwei NHL-Partien für die Predators wurde er jedoch in die IHL zu den Milwaukee Admirals geschickt. Nach drei Spielen in der Saison 1999/2000 für die Admirals kehrte er nach Tschechien zum HC Pardubice zurück.
In der Saison 2004/05 wurde er mit Pardubice tschechischer Meister, bevor er in der Saison 2005/06 einen neuen Versuch in der NHL startete: Er absolvierte zehn NHL-Partien für die Washington Capitals, konnte sich aber erneut nicht an den amerikanischen Lebensstil gewöhnen und kehrte nach Pardubice zurück. In der folgenden Spielzeit verbesserte er sein Spiel stark, so dass er nicht nur Topscorer der Extraliga wurde, sondern auch noch als bester Stürmer und Liga-MVP ausgezeichnet wurde.
Ab Juni 2008 stand Sýkora beim HC Davos aus der National League A unter Vertrag und erhielt eine von vier Ausländerlizenzen. Mit dem HC Davos gewann er am Ende der Spielzeit 2008/09 die Schweizer Meisterschaft, kehrte aber nach diesem Erfolg zu seinem Heimatverein zurück. Mit diesem wurde er am Ende der folgenden Spielzeit tschechischer Meister. Im Juni 2010 wurde er erneut vom HC Davos für ein Jahr unter Vertrag genommen. 2011 wurde Sýkora zum zweiten Mal Schweizer Meister, danach verlängerte er seinen Vertrag um zwei weitere Jahre.
Nach der Saison 2012/13 wechselte Sýkora erneut zu seinem Stammverein Pardubice nach Tschechien zurück. 2015 wurde er erneut Torschützenkönig der Extraliga. 2019 wechselte er zum HC Vrchlabí in die drittklassige 2. Liga und stieg mit diesem 2020 in die 1. Liga auf, wozu er als Torschützenkönig maßgeblich beitrug. Anschließend beendete er seine Karriere und wurde als Scout für den HC Pardubice tätig. Von 2020 bis 2022 war er dort auch Assistenztrainer.

### International
Mit der tschechischen Juniorenauswahl nahm Sýkora an der U20-Weltmeisterschaft 1998 teil.
Petr Sýkora wurde in seiner Laufbahn oft bei Vorbereitungsspielen der Nationalmannschaft und Turnieren der Euro Hockey League eingesetzt, absolvierte aber erst 2007 seine einzige Weltmeisterschaft.

## Erfolge und Auszeichnungen
| - Torschützenkönig der Extraliga 2000/01 - Tschechischer Meister 2005 mit dem HC Pardubice - Torschützenkönig der Extraliga 2006/07 - Topscorer der Extraliga-Playoffs 2006/07 - Torschützenkönig der Extraliga-Playoffs 2006/07 - Bester Stürmer der Extraliga 2006/07 - Extraliga-MVP 2006/07 - Schweizer Meister 2009 mit dem HC Davos | - Tschechischer Meister 2010 mit dem HC Pardubice - Schweizer Meister 2011 mit dem HC Davos - Torschützenkönig der National League A 2010/11 - All-Star-Team des Spengler Cup 2011 - Torschützenkönig der Extraliga 2015/16 - Aufstieg in die 1. Liga 2020 mit dem HC Vrchlabí - Torschützenkönig der 2. Liga 2019/20 |

## Karrierestatistik

### International
(Legende zur Spielerstatistik: Sp oder GP = absolvierte Spiele; T oder G = erzielte Tore; V oder A = erzielte Assists; Pkt oder Pts = erzielte Scorerpunkte; SM oder PIM = erhaltene Strafminuten; +/− = Plus/Minus-Bilanz; PP = erzielte Überzahltore; SH = erzielte Unterzahltore; GW = erzielte Siegtore; 1 Play-downs/Relegation; Kursiv: Statistik nicht vollständig)